# Kangaroo Court (bài hát của Capital Cities)
"Kangaroo Court" là một bài hát của bộ đôi indie pop Mỹ Capital Cities. Bài hát được phát hành như kỹ thuật số tại tải về Hoa Kỳ vào ngày 09 tháng 7 năm 2012.

## Video nhạc
Video nhạc chính thức của bài hát do đạo diễn Carlos Lopez Estrada, Sebu Simonian & Ryan Merchant thực hiện và được phát hành trên YouTube vào 05 tháng 9 năm 2013.

## Danh sách
| Tải nhạc số - Đĩa đơn | Tải nhạc số - Đĩa đơn | Tải nhạc số - Đĩa đơn |
| STT                   | Nhan đề               | Thời lượng            |
| --------------------- | --------------------- | --------------------- |
| 1.                    | "Kangaroo Court"      | 3:43                  |

### Bảng xếp hạng tuần
| Bảng xếp hạng (2013)                            | Vị trí cao nhất |
| ----------------------------------------------- | --------------- |
| Trường songid là BẮT BUỘC CHO BẢNG XẾP HẠNG ĐỨC | 81              |

## Lịch sử phát hành
| Vùng lãnh thổ | Ngày                | Định dạng   | Nhãn đĩa                         |
| ------------- | ------------------- | ----------- | -------------------------------- |
| Hoa Kỳ        | 26 tháng 7 năm 2012 | Tải nhạc số | Lazy Hooks Capitol Records       |
| Đức           | 5 tháng 9 năm 2013  | Tải nhạc số | Lazy Hooks Universal Music Group |